# 杰伊·詹金斯
杰伊·詹金斯（英語：Jay Jenkins，1977年10月12日—）以其艺名Jeezy （原为Young Jeezy，译为杨·吉兹）出名，是美国嘻哈歌手、嘻哈组合USDA成员、Boyz N Da Hood的前成员。他于2001年在一独立厂牌旗下出道，并在2005年加入Boyz N Da Hood，同年发布了自己的个人专辑《Let's Get It: Thug Motivation 101》。其中与阿肯合作的单曲《Soul Survivor》，位列全美排行榜前十。
随后2006年的专辑《The Inspiration》以及2008年的《The Recession》都产生了冠军单曲。吉兹也出现在了众多说唱和节奏蓝调单曲中，如克里斯蒂娜·米蓮的《Say I》、阿肯的《I'm So Paid》以及亚瑟小子的《Love In This Club》，后者与2008年登上“Billboard Hot 100”冠军单曲宝座。

## 早年生活
杰伊·詹金斯出生在南卡罗来纳州哥伦比亚，成长于佐治亚州亚特兰大。由于父母离异，他的监护权在父母之间频繁更迭。在接受《XXL》杂志采访时，他表示自己的童年是“空洞的”。1994年，他因持有毒品，在佐治亚州薩凡納的劳改营裡待了9个月。

## 音乐作品

### 个人专辑
- 2005：《Let's Get It: Thug Motivation 101》
- 2006：《The Inspiration》
- 2008：《The Recession》
- 2010：《Thug Motivation 103》

### 独立专辑
- 2001：《Thuggin' Under the Influence (T.U.I.)》
- 2003：《Come Shop wit Me》

### 合作专辑
- 2005：《Boyz n da Hood》（与Boyz n da Hood）
- 2007：《Young Jeezy Presents USDA: Cold Summer》（与USDA）
- 2010：《Untitled》（与阿肯）[4]

## 电影出演
- 2009：《Janky Promoters》 [5]